# Tamagon risolve tutto
Tamagon risolve tutto (かいけつタマゴン?, Kaiketsu Tamagon) è un anime giapponese del 1972 della Tatsunoko composto di 195 brevissimi episodi.
La serie riprende, nella trama e sotto il profilo visivo, la serie Il mio amico Guz, precedentemente prodotta dalla stessa Tatsunoko.
In Giappone la serie è stata trasmessa da Fuji TV dal lunedì al sabato alle 18:55 dal 5 ottobre 1972 al 28 settembre 1973; si tratta di un'eccezione tra gli anime, che di solito sono trasmessi una volta alla settimana. In Italia è stata trasmessa da Telemontecarlo da luglio 1981 e in seguito su Supersix.

## Trama
Tamagon è un tenero mostriciattolo, golosissimo di uova, che funge da consigliere per tutti quelli che abbiano un problema o si vengano a trovare in difficoltà: chiede in cambio come compenso solo delle uova sode, e i suoi ritmi di lavoro sono guidati unicamente dalla fame. Tuttavia, molto spesso, nonostante i suoi calcoli gli aiuti e consulenze che dà si rivelano alla fine del tutto fallimentari e Tamagon è così costretto a sfuggire dalle grinfie dei suoi clienti irati.

## Sigla
La sigla italiana della serie è Tamagon risolvetutto, cantata da Sara Kappa; testo di Ugo Caldari, musica e arrangiamento di Vito Cappa.

## Doppiaggio
| Personaggio   | Doppiatore giapponese | Doppiatore italiano |
| ------------- | --------------------- | ------------------- |
| Voce narrante | Hiroshi Ōtake         | Vittorio Di Prima   |
| Tamagon       | Tōru Ōhira            | Vittorio Di Prima   |